# سيدريك ديجوري
سيدريك ديجوري (بالإنجليزية: Cedric Diggory)‏ هو شخصية خيالية لساحر في سلسلة هاري بوتر للمؤلفة البريطانية ج. ك. رولنغ. أحد طلاب هوغوورتس المثاليين، وينتمي إلى منزل هافلباف. اختير كأحد أبطال المدرسة في مسابقة السحرة الثلاثية التي أقيمت في هوغوورتس في 1994 وقُتل في 1995 بأمر من لورد فولدمورت.

## المولد والنشأة
وُلد سيدريك ديجوري في 24 يونيو 1977 وتوفي في 1995. والده هو أموس ديجوري الذي يعمل في الوزارة، ولم يُذكر اسم والدته الأول في السلسلة. كان آموس فخوراً بأبوته له بصورة علنية تحرجه في غالب الأحيان. ويموت موت شنيعه

## صفاته
وسيم، طويل، محبوب، ويتحرك مع مجموعته دائماً.
وقف معه طلاب المدرسة وقاموا بتشجيعه ضد هاري بوتر في دورة كأس النار في البداية ولكن بعد انتصار هارى في المسابقة الأولى (مواجهه التنين) أصبحت المدرسة تشجع كلا البطلين.
باحث جيد لفريقه هافلباف، مراوغ وسريع جدا ً وله قدرات عالية في اللعب.
واثق من نفسه وقدراته ولا يستهتر بالعدو وانه يمتاز بصفات البطولة وقد مات في النهاية ليس بسبب الاستهتار وانما لسوء حظه عندما لمس كاس النار مع هارى بوتر وكان هذا اداه انتقال انقلتهم إلى مقبره توم ريدل ومات نتيجه تعويذه الموت التي اطلقها بيتر بيتيغرو (وورميتل) بأمر من اللورد
فولدمورت

## ظهوره في السلسلة
في بداية السلسلة لم يكن له ظهور قوي وفعال، واقتصر دوره على اللعب والظهور في فريق الكوديتش لهافلباف في دور الباحث – كما هاري في فريق جريفندور للكويدتش – وهذا أدى إلى احتكاكهما وتنافسهما في عدة مباريات من قبل وتغلب على هاري عندما كان في هاري في سنته الثالثة وكان من اسباب خسارة جريفندور لأول مباراة لهم في تلك السنة (أيضا الديمنتورز).
أيضا ً، هو مرافق تشو تشانج طالبة رافنكلو، وصديقها حتى وفاته، حيث فضلته على هاري وغيره خلال حياته.
ظهر سيدريك بصورة مكثفة وبدور أساسي في الجزء الرابع من السلسلة، هاري بوتر وكأس النار، تم اختياره وترشيحه لتمثيل هوجووتس في الدورة الثلاثية للسحرة، واختاره كأس النار لهذا الدور ومن ثم شاركه هاري بوتر في تمثيل هوجورتس (سبب هذا بارتي كروتش الأبن بطريقة غير شرعية).
تمتع خلال الدورة بسمعة البطل لما يحمله من صفات تؤهله للقيام بهذا الدور على عكس هاري تماماً.
ساعده هاري في المهمة الأولى وأخبره بما رأه من تنانين، فهو المشارك الوحيد الذي لم يكن لديه أي فكرة عما سيواجهه في المهمة،
حمل سيدريك له هذا الجميل وبالتالي ساعده بدوره هو في المهمة الثانية وأخبره بطريقة فتح البيضة وبما يجب عليه عمله حتى يستطيع فهم الصوت الصادر عنها.
خرج مع تشو تشانج في حفلة رأس السنة وافتتح الرقص مع باقي المشاركين في الحفلة، لذلك كانت تشو تشانج هي الرهينة التي تم أخذها منه في مهمته الثانية.
استخدم سيدرك سكينه قام بقطع الحبال التي تربط تشو تشانج بها.
في مهمته الثالثة والأخيرة مع باقي المنافسين، واجه عدت صعوبات في بداية الأمر كما باقي المنافسين، وقام بصعق فيكتور كرام المنافس الآخر له بسبب وقوعه تحت تعويذة التحكم،
أنقذه هاري من فخ وقع فيه في المتاهة قبل الوصول النهائي للكأس، فتنازل بسبب ذلك عن أحقيته بالفوز بالدورة الثلاثية بالرغم من أنه وصل وهاري في نفس الوقت لنقطة النهاية، أتفق الاثنان بعدها على حمل الكأس معا ً بما أنهما ممثلا مدرسة واحدة، في اللحظة التي لمست فيه يديهمها الكأس، انتقلا إلى المقبرة وواجها هناك اللورد فولدمورت وأكلة الموت.
ومات سيدريك ديجوري

## وفاته
قُتل على يد ورميتل (بالإنجليزية: Wormtail)‏ خادم فولدمورت، بتعويذة أفاداكدافرا وبأمر مباشر من اللورد فولدمورت أثناء المهمة الأخيرة له في مسابقة الدورة الثلاثية للسحرة.

## ظهوره بعد وفاته
عاد سيدريك ديجوري للظهور بعد وفاته بوقت قصير جدا ً، وذلك أثناء النزال الذي دار بين اللورد فولدمورت وهاري بوتر، عندما التقت التعويذتان وظهر له ك طيف وحثّ هاري خلالها على المقاومة والصبر، وطلب منه حمل جثمانه لوالده. وفي رواية الطفل الملعون ظهر إعادة لمشهد قتله عندما حاول ابن هاري بوتر وابن دراكو مالفوي في محاولة انقاذه من الموت بالعودة من الزمن